# 马泰兰
马泰兰（Matheran），是印度马哈拉施特拉邦賴加德縣的一个城镇。总人口5139（2001年）。

## 人口
该地2001年总人口5139人，其中男性2973人，女性2166人；0—6岁人口562人，其中男289人，女273人；识字率70.97%，其中男性为74.64%，女性为65.93%。